# Post town
Een post town ('poststad') is een vereist onderdeel van alle postadressen in het Verenigd Koninkrijk en een basisonderdeel van het postbezorgingssysteem. Er zijn ongeveer 1500 post towns, en elke 'post town' komt meestal overeen met een of meer postdistricten, en elke post town kan een gebied bestrijken van meerdere plaatsen.